# Aleksandrs Beļavskis
Aleksandrs Beļavskis (även Alexander Beliavski), född 17 januari 1964 i Vitebsk, Vitryska SSR, Sovjetunionen, är en lettisk före detta ishockeyspelare.
Efter avslutad spelarkarriär har Beliavski fortsatt arbeta inom ishockey som tränare, under säsongen 2023-2024 i Polen. Beliavski inledde karriären som spelare i Dinamo Riga innan han 1991 värvades till IF Björklöven, en klubb han skulle vara trogen resten av sin karriär som spelare så när som en säsong i Västra Frölunda HC säsongen 1994/1995. Alexander Beliavski innehar flera klubbrekord i Björklöven och hans tröja hänger i taket i Umeå Arena.
Den 15 juli 2014 tog Beliavski över efter Ted Nolan som Lettlands förbundskapten.